# 菲律宾航空158号班机空难
1969年9月12日，菲律宾航空158号班机从麦克坦-宿务国际机场飞往尼诺伊·阿基诺国际机场的途中由于恶劣天气影响失控坠毁。这架机型为BAC_1-11的飞机与安蒂波洛库拉伊克郊区（Kula-ike）山坡上的芒果树相撞，事发地点位于尼诺伊·阿基诺国际机场以东22公里。据甚高频全向信标显示，飞机失事前已接近尼诺伊·阿基诺国际机场24号滑道。

## 幸存者
机上共42名乘客和5名机组人员几乎都身亡，仅有一位旅客和一名机组人员幸存，随后均送医治疗。事故中的两名幸存者分别是来自邦阿西楠省维拉西斯市的地理学家桑托斯·迪罗斯（Santos S. delos Santos）和来自邦板牙省佛罗里达布兰卡镇的机组人员保罗·布拉泽尔（Paul Brazil），且均身负严重骨折和烧伤。

## 乘客及机组人员
- 机组人员诺尔玛·林（Norma Lim）和拿破仑·门多萨（Napoleon Mendoza）在事故中遇难。[2]
- 菲律宾裔演员马特·拉尼罗三世（英语：Mat_Ranillo_III）的父亲阿蒂·马特奥·拉尼罗（Atty Mateo Ranillo）是此事故航班的乘客。[2]
- 机长是海军上尉兼步兵指挥官；菲利克斯·罗萨里奥（Felix del Rosario）担任副驾驶，来自安蒂波洛的丘陵以西的泰泰黎刹镇（Taytay Rizal）。[2]

## 事故原因
由于夜间视野不佳，飞机受狂风暴雨的强烈影响而坠毁。菲律宾航空158号班机是当时BAC_1-11机型飞机中发生的最惨重的事故，但这一纪录随后被行政航空4226号班机空难超过。2002年5月4日，行政航空4226号班机空难失事坠毁，造成149人死亡。